# Hányadoskritérium
A Cauchy-kritérium megadja a numerikus sor konvergenciájának pontos feltételét, azonban a gyakorlatban ritkán használható, mert nehéz ellenőrizni. Ezért szükség van egyszerűbben ellenőrizhető kritériumokra is.
Hányadoskritérium: Tegyük fel, hogy {\displaystyle a_{n}\neq 0}, ha n elég nagy. Ha van egy olyan 0<q<1 szám, amelyre {\displaystyle \left|{\frac {a_{n+1}}{a_{n}}}\right|<q} teljesül minden elég nagy n esetén, akkor a {\displaystyle \sum _{n=1}^{\infty }a_{n}} sor abszolút konvergens, vagyis egyúttal konvergens is.
Bizonyítás: A feltételből következik, hogy egy alkalmas {\displaystyle n_{0}} indexre {\displaystyle |a_{n}|\leq q^{n-n_{0}}\cdot |a_{n_{0}}|} minden {\displaystyle n>n_{0}}-ra. Legyen {\displaystyle c=q^{-n_{0}}\cdot |a_{n_{0}}|}. Mivel a {\displaystyle \sum _{n=1}^{\infty }c\cdot q^{n}} sor konvergens, így alkalmazhatjuk a majoráns kritériumot.